# Sebastián Martínez (pittore)
Sebastián Martínez (Jaén, 1599 – Madrid, 1667) è stato un pittore spagnolo, principale pittore dell'alta 
Andalusia del XVII secolo.

## Biografia

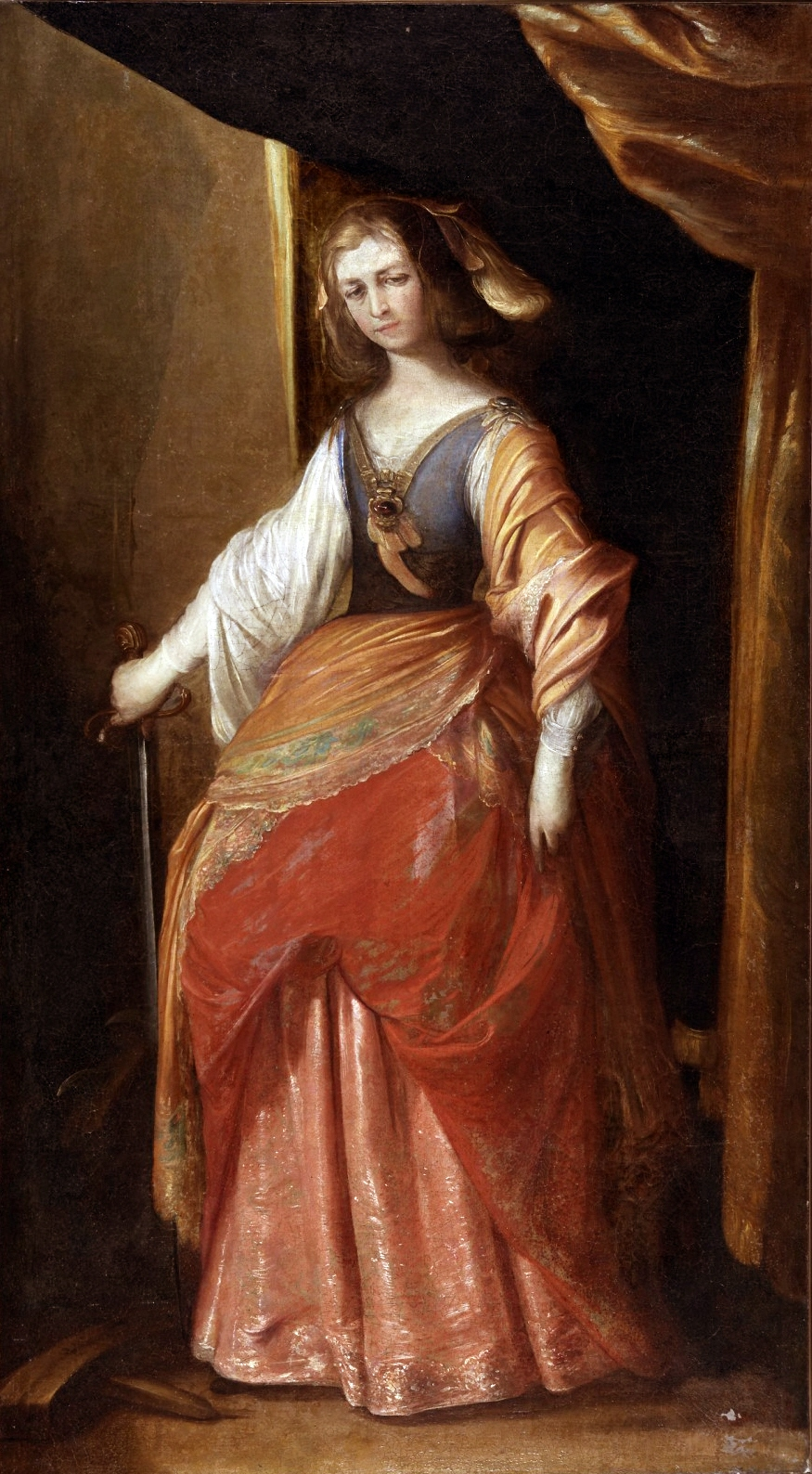
Santa Caterina, Museo de Jaén

Si formò a Cordova, forse con Antonio del Castillo, che ricorda sotto alcuni aspetti, ma la sua opera è ancora poco conosciuta. Palomino afferma che si trovava a Madrid poco dopo la morte di Velázquez e che venne notato da re Filippo IV.
In precedenza sembra che avesse lavorato in tutta l'Andalusia, ma principalmente per privati e non per le chiese. In ogni caso il suo capolavoro è il Martirio di San Sebastiano della Cattedrale di Jaén, grande quadro affollato di personaggi, dal chiaroscuro potente e tragico, e di composizione già barocca. Altri suoi dipinti manifesto gli stessi caratteri, pur se attenuati, come l'Immacolata sempre della cattedrale di Jaén e del Corpus Christi di Cordova.